# Янош Ньїрі
Янош Ньїрі (угор. Nyíri János; 11 листопада 1932, Будапешт, Угорщина — 23 жовтня 2002, Лондон, Велика Британія) — театральний режисер, журналіст і письменник. Він написав кілька відомих п'єс і романів, в тому числі «Battlefields and Playgrounds» (Macmillan, Лондон, 1990), визнані газетою «The Observer» як найважливіший роман, написаний людиною, яка пережила Голокост.

## Молодість
Янош Ньїрі народився в Будапешті в 1932 році. Його батьки — Тібор Ньїрі і Джулія Шпіц, шановні угорські єврейські письменники. Найвідомішою роботою батька був роман «Katona, Karácsony» і сценарій угорського фільму «Díszmagyar» («Гала-костюм») (Будапешт, 1949). Батьки Ньїрі розлучилися, коли він був маленьким хлопчиком, і Янош жив у своїх бабусі і дідуся в сільській місцевості Токай. На початку Другої світової війни він переховувався від нацистів і угорських антисемітів зі своєю матір'ю і старшим братом Андрашом Ньїрі. У той час більша частина його родини і однокласників були вбиті в концтаборах Освенцим і Маутхаузен-Гузен. Після військової служби та підготовки офіцерів отримав звання лейтенанта в угорській армії. Ньїрі закінчив Академію кіно і драматичного мистецтва в Будапешті в 1954 році і став відомим театральним режисером, працював в Кечкеметі, Сегеді і Будапешті.

## Переїзд до Франції
Ньїрі брав активну участь в Угорській революції 1956 року. Незабаром після придушення повстання вирішив втікати до Відня, а потім до Парижа, перед обличчям загрози імовірного смертного вироку, який чекав на багатьох його товаришів-революціонерів. Ньїрі було заборонено повертатися до Угорщини до амністії 1973 року. Тоді він як журналіст лондонської газети «New Statesman», повернувся до своєї рідної країни і написав статтю, яка була опублікована під назвою «A Chilly Spring in Budapest» («Холодна весна в Будапешті»).
Протягом 1950-х років, Ньїрі влаштувався в Парижі і влаштувався працювати в театрі з такими шанованими драматургами як Ежен Йонеско, Жан Ануй і Жан Жене. Ньїрі також викладав у консерваторії і практивувався в Комеді Франсез. На посаді помічника режисера Жан-Луї Барро в театрі Одеон, він познайомився зі своєю майбутньою дружиною, Дженні Хіппіслі, дочкою британських акторів Ліндісферни Гамільтон і Крістофера Квеста, і правнучкою Генріха Саймона, єврейського вченого, соціал-демократа і лідер Франкфуртської революційного парламенту у 1848 році. У 1960 році заснував свою першу театральну трупу в театрі Le Jeune Théâtre de Marseille. Поставив кілька успішних постановок французької та англійської класики, зокрема, ставив Мольєра, Бомарше, Жана Расіна і Оскара Уайльда. Він і його дружина побудували сімейний будинок на південному заході Лондона, в якому вони жили до своєї смерті.

## Праці
- The Imaginary Invalid (Theatre Programme), Vaudeville, London, 1968
- Le Ciel est en bas (Theatre Programme), L'Athénée, Paris, 1970
  - If Winter Comes (Film), BBC, London, 1980
  - Ha már itt a tél (Film), Magyar Televízió/MaFilm, Budapest, 1985
- «A Chilly Spring in Budapest» [Архівовано 4 листопада 2016 у Wayback Machine.] (Magazine Article), New Statesman, London, 8 June 1973
- Streets (Book), Wildwood House, London, 1979
- Battlefields and Playgrounds (Book), Macmillan, London, 1989; Farrar, Straus and Giroux, New York, 1992. Review: Battlefields and Playgrounds, by Janos Nyiri. Kirkus Reviews. 1 листопада 1995. Архів оригіналу за 4 листопада 2016. Процитовано 2 листопада 2016.
  - Madárország (Book), Makkábi Könyvkiadó-Téka Könyvkiadó, Budapest, 1990; Corvina Kiadó, Budapest, 2014
  - Awakening The Day (כוכבים של יום) (Book), Tel Aviv, 1998
  - Die Juden Schule (Book), Fischer Verlag, Frankfurt, 1992